# Галете
Галете, колоквијално и бакин колач по робној марки из 1990-их, врста је хрскавог колача сличног кексу. Потиче из Белгије, а пече се у посебној тави са двостраним грејачима, што му као последица даје карактеристичан облик. Прави се од смесе брашна и јаја. Обично се служи са нечим кремастим, нпр. чоколадом или сладоледом.

## Врсте
- Белгијске галете (хол. wafel)— припремају се од масе са квасцем, ублажене снегом од беланаца, који служи и да маса добије хрскаву текстуру на крају.[2] Овакви колачи продају се на белгијским улицама и служе се топли са заслађивачем — шећером, медом, чоколадом. Може се јести као десерт са воћем и шлагом или сладоледом.[3]
- Лијешке галете (по граду Лијеж на истоку Белгије) — колач који се продаје топао на градским штандовима. Прави се на лицу места у малим тавама на штандовима, а може се купити и у супермаркетима, у форми готовог јела. Доста је мањи, слађи и компактнији од белгијског бакиног колача. Карактеристика по којој се разликује је та да је преливен течним карамелом. Лијешки колач се углавном сервира без прилога, мада се служе и са преливом од воћа, шлагом или чоколадом.
- Северноамеричке галете (енгл. waffle) — праве се од масе са прашком за пециво, уместо квасца. Служи се као слатки оброк за доручак, преливен сирупом и са коцком бутера или маргарина.[4] Може се наћи и у сланој варијанти са пилетином. Галете су дебље, направљене од гушће масе, и прхкије од белгијских галета.[5]
- Вирџинијске галете — посебне су по томе што се прави од брашна које није пшенично. То брашно је најчешће пиринчано или кукурузно. У Великој Британији се могу наћи галете од кромпира (енгл. potato waffles) које се углавном служе са сланим јелима, а праве се од кромпира, уља и различитих сосова.
- Хонконшки гецибинг — у Хонгконгу, галете се зову ’’решеткасти колач’’ (кин: 格仔餅, gézǐbǐng). Сличан је европским варијантама, али је доста већи и заобљене форме. Најчешће се маже млечним путером, кикирики путером и/или шећером. Углавном је лаган и танак. Типичне галете из Хонгконга имају нарочито изражен укус жуманцета. Неретко су различитих боја.[6]

## Галерија
- Галете са сладоледом и преливом од чоколаде
- Штанд са галетама
- Галете са пилетином
- Апарат за галете